# Bhojpur (Nepal)
Bhojpur (in lingua nepalese: भोजपुर) è una città del Nepal (municipalità urbana) situata nella provincia di Koshi nella parte orientale del paese.
La municipalità è stata costituita nel 2014 dalla fusione dei Village development committee di Bhaisipankha, Bhojpur, Bokhim e Taksar.
È capoluogo del distretto omonimo.